# LAG 40 SB-M1
LAG 40 SB-M1 — автоматический гранатомёт.
Был разработан по заказу испанской армии. Создан испанской фирмой «Santa Bárbara Sistemas». Автоматика работает на принципе отдачи полусвободного затвора. Автоматический гранатомёт LAG 40 SB-M1 обслуживают два человека. Состоит на вооружении в ВС Испании и Португалии.

## ТТХ
- Калибр — 40 мм.
- Масса оружия — 34 кг.
- Масса станка — 22 кг.
- Масса коробки с лентой на 24 выстрела — 12 кг.
- Длина оружия — 996 мм.
- Длина ствола — 415 мм.
- Нарезы — 18 (правосторонние), шаг 1219 мм.
- Начальная скорость гранаты — 240 м/с.
- Эффективная дальность стрельбы — 1500 м.
- Максимальная дальность стрельбы — 2200 м.
- Темп стрельбы — 215 в/мин.

## Страны-эксплуатанты
- Бразилия — на вооружении морской пехоты[1];
- Испания — на вооружении сухопутных войск, морской пехоты и гражданской гвардии;
- Колумбия — на вооружении ВМС;
- Португалия — на вооружении сухопутных войск.